# Menotropine
Menotropine  is een geneesmiddel dat gebruikt wordt in de fertiliteitswetenschap. Het geneesmiddel is uit de urine van vrouwen in de menopauze onttrokken en wordt vooral gebruikt om vrouwen die lijden aan het polycystisch ovariumsyndroom te helpen om hun follikels tot ontwikkeling te brengen. Het zorgt ervoor dat het follikelstimulerend hormoon in grotere mate aanwezig is in het lichaam.
Het wordt toegediend via onderhuidse inspuitingen in de huidplooien van de buik.
- Docplayer. Bijsluiter 06/2020. Menotropine.